# Espansione 1/N
Nella teoria quantistica dei campi e nella meccanica statistica, lo sviluppo 1/N o sviluppo per grandi N è un'analisi perturbativa con un gruppo di simmetria interna come SO(N) o SU(N). Consiste nel ricavare uno sviluppo in potenze di {\displaystyle 1/N} delle proprietà della teoria, dove {\displaystyle 1/N} viene trattato come un parametro piccolo.
Questa tecnica analitica viene usata nella cromodinamica quantistica (QCD) (anche se qui {\displaystyle N}, equivalente al numero di colori, vale solo 3) con il gruppo di gauge SU(3). Un'altra applicazione è nello studio della dualità AdS/CFT.
È anche usato largamente in fisica della materia condensata, dove può essere considerato come fondamento rigoroso della teoria di campo medio.